# Інок Вічного вогню
«Інок Вічного вогню» (англ. Black Friar of the Flame) — науково-фантастичне оповідання американського письменника Айзека Азімова, вперше опубліковане весною 1942 року журналом Future Fiction. Увійшло до збірки «Ранній Азімов» (1972).

## Сюжет
Історія розгортається в далекому майбутньому. Ласіну, раса рептилій з Веги, захопила третину галактики, в тому числі і Землю. Інша частина галактики зайнята численними незалежними людськими поселеннями, які змагаються між собою, щоб зберегти статус-кво. Земля є центром культу під назвою «лоаризм», прихильники якого роблять щорічне паломництво туди. Лоаристи не втручаються в справи ласинуків пз управління Землею доти, поки ті не чіпають їхній культ. Коли земляни підняли повстання проти ласінуків п'ятсот років тому, то лоаристи не допомогли їм і повстання було придушене.
Історія починається з того, що керівник земного підпілля Рассел Тимбал викрадає таємний наказ губернатору Землі про підготовку до евакуації людської популяції і руйнування планети. Це завдасть смертельного удару по лоаризму, єдиному чиннику, що об'єднує людей з різних планет, і закладе основу для другого галактичного завоювання ласинуків. Тимбал використовує наказ, щоб переконати лоару Пола Кейна (керівника лоаристів) приєднатися до другого повстання людей проти ласинуків.
Коли молодий лоарист-пілігрим Філіп Санат виявляє двох ласинуків, що шпигують в меморіалі лоаристів в Нью-Йорку, найбільш священному місці Землі, обговорюючи майбутнє руйнування Землі, він збирає натовп і починає бунт. Коли ласинуки пробують дістатись до меморіалу, щоб заарештувати Саната, повстанці Тимбала допомагають йому сховатись у натовпі. Протягом дня повстанці звільняють Нью-Йорк від ласинуків і відправляють Саната з Сонячної системи, щоб заручитися допомогою інших людських світів.
Шість місяців потому флот ласинуків наближається до Землі, йому протистоять кораблі людських колоній, які прибули на допомогу Землі. Людський союз близький до розриву, оскільки колонії не хочуть понести втрати, боячись свого ослаблення перед іншими колоніями. Санат зраджує людський союз і здає ворогу базу на Місяці, змушуючи союзницькі флоти людей боротися проти повного оточення та знищення. Зрештою союзникам вдається перемогти ласинуків. У той же час людський флот нападає на головну базу флоту ласинуків біля Веги і ті вимушені визнати поразку.